# روبرت كوندون
روبرت كوندون هو محامي وسياسي أمريكي، ولد في 10 نوفمبر 1912 في بيركيلي في الولايات المتحدة، وتوفي في 3 يونيو 1976 في والنوت كريك في الولايات المتحدة بسبب مرض. نشط حزبياً في الحزب الديمقراطي. وقد انتخب عضو مجلس النواب الأمريكي ‏.